# Санта-Роза-ду-Токантинс

Санта-Роза-ду-Токантинс на карте штата.

Санта-Роза-ду-Токантинс (порт. Santa Rosa do Tocantins) — муниципалитет в Бразилии, входит в штат Токантинс. Составная часть мезорегиона Восточный Токантинс. Входит в экономико-статистический микрорегион Дианополис. Население составляет  4 568 человек на 2010 год. Занимает площадь 1 796,257 км². Плотность населения — 2,54 чел./км².

## Демография
Согласно сведениям, собранным в ходе переписи 2010 г. Национальным институтом географии и статистики (IBGE), население муниципалитета составляет:
| Полное население                               | Полное население                               | Полное население                               | Полное население                               | 4 568 |
| ---------------------------------------------- | ---------------------------------------------- | ---------------------------------------------- | ---------------------------------------------- | ----- |
| в том числе:                                   | Городское население                            | 2 947                                          | Процент городского населения, %                | 64,51 |
|                                                | Сельское население                             | 1 621                                          | Процент сельского населения, %                 | 35,49 |
|                                                | Мужское население                              | 2 411                                          | Процент мужского населения, %                  | 52,78 |
|                                                | Женское население                              | 2 157                                          | Процент женского населения, %                  | 47,22 |
| Плотность населения, чел/км²                   | Плотность населения, чел/км²                   | Плотность населения, чел/км²                   | Плотность населения, чел/км²                   | 2,54  |
| Население муниципалитета в % к населению штата | Население муниципалитета в % к населению штата | Население муниципалитета в % к населению штата | Население муниципалитета в % к населению штата | 0,33  |

По данным оценки 2016 года население муниципалитета составляет 4 794 жителя.

## Статистика
- Валовой внутренний продукт на 2003 составляет 10.151.704,00 реалов (данные: Бразильский институт географии и статистики).
- Валовой внутренний продукт на душу населения на 2003 составляет 2.248,94 реалов (данные: Бразильский институт географии и статистики).
- Индекс развития человеческого потенциала на 2000 составляет 0,652 (данные: Программа развития ООН).

## Важнейшие населенные пункты
| № | Населённый пункт        | Населённый пункт (порт.) | Категория | Население чел. (2010) | На карте                        |
| - | ----------------------- | ------------------------ | --------- | --------------------- | ------------------------------- |
| 1 | Санта-Роза-ду-Токантинс | Santa Rosa do Tocantins  | город     | 2 390                 | 11°26′55″ ю. ш. 48°07′02″ з. д. |
| 3 | Кангас                  | Cangas                   | поселок   | 429                   | 11°17′41″ ю. ш. 47°54′34″ з. д. |
| 2 | Морру-Сан-Жуан          | Morro São João           | поселок   | 128                   | 11°19′41″ ю. ш. 48°21′23″ з. д. |